# Софіївська сільська рада (Золотоніський район)
Софі́ївська сільська́ ра́да — колишня адміністративно-територіальна одиниця та орган місцевого самоврядування в Золотоніському районі Черкаської області. Адміністративний центр — село Софіївка.

## Загальні відомості
- Населення ради: 654 особи (станом на 2001 рік)

## Населені пункти
Сільській раді підпорядковані населені пункти:
- с. Софіївка

## Склад ради
Рада складається з 12 депутатів та голови.
- Голова ради: Капленко Олександр Віталійович
- Секретар ради: Литовченко Ганна Миколаївна

### Керівний склад попередніх скликань
| Прізвище, ім'я, по батькові    | Основні відомості                                                                     | Дата обрання | Дата звільнення |
| ------------------------------ | ------------------------------------------------------------------------------------- | ------------ | --------------- |
| Капленко Олександр Віталійович | Сільський голова, 1964 року народження, освіта незакінчена вища, безпартійний         | 26.03.2006   | 31.10.2010      |
| Капленко Олександр Віталійович | Сільський голова, 1964 року народження, освіта незакінчена вища, член Партії регіонів | 31.10.2010   |                 |

Примітка: таблиця складена за даними сайту Верховної Ради України

### Депутати
За результатами місцевих виборів 2010 року депутатами ради стали:

#### За суб'єктами висування
| Суб'єкт висування | Кількість обраних депутатів | %    |
| ----------------- | --------------------------- | ---- |
| Самовисування     | 11                          | 91,7 |
| Партія регіонів   | 1                           | 8,3  |

#### За округами
| № округу        | Прізвище, ім'я, по батькові      | Дата визнання обраним | Освіта  | Партійна приналежність | Відомості про обраного депутата                     |
| --------------- | -------------------------------- | --------------------- | ------- | ---------------------- | --------------------------------------------------- |
| Партія регіонів |                                  |                       |         |                        |                                                     |
| 4               | Литовченко Лідія Яківна          | 02.11.2010            | середня | член Партії регіонів   | Софіївський ФП, фельдшер                            |
| Самовисування   |                                  |                       |         |                        |                                                     |
| 1               | Литовченко Ганна Миколаївна      | 02.11.2010            | середня | позапартійна           | Софіївська с/р, секретар                            |
| 2               | Кузьменко Людмила Миколаївна     | 02.11.2010            | середня | позапартійна           | тимчасово не працює                                 |
| 3               | Гриб Катерина Іванівна           | 02.11.2010            | вища    | позапартійна           | Софіївська НВК, вчитель                             |
| 5               | Кудь Ганна Олександрівна         | 02.11.2010            | середня | позапартійна           | тимчасово не працює                                 |
| 6               | Стецюк Микола Олексійович        | 02.11.2010            | вища    | позапартійний          | Золотоніський ВРЕВ, старший інспектор розшуку машин |
| 7               | Хведченя Світлана Василівна      | 02.11.2010            | середня | позапартійна           | ПП Комунальник, бухгалтер                           |
| 8               | Лисенко Ганна Миколаївна         | 02.11.2010            | середня | позапартійна           | Софіївська с/р, гол.бухгалтер                       |
| 9               | Тітаренко Віктор Андрійович      | 02.11.2010            | середня | позапартійний          | КП Софіївське, директор                             |
| 10              | Гриб Олександр Миколайович       | 02.11.2010            | середня | позапартійний          | тимчасово не працює                                 |
| 11              | Стороженко Олександр Миколайович | 02.11.2010            | середня | позапартійний          | тимчасово не працює                                 |
| 12              | Коваленко Тетяна Яківна          | 02.11.2010            | середня | позапартійна           | Софіївська с/р, землевпорядник                      |